# Флорентийская консерватория имени Луиджи Керубини
Флорентийская консерватория имени Луиджи Керубини (итал. Conservatorio Luigi Cherubini) — итальянская консерватория, расположенная во Флоренции. Была учреждена в 1849 году как Музыкальный институт (итал. Istituto Musicale), выделившись тем самым из состава Академии изящных искусств, в которую в 1784 году по решению великого герцога тосканского Петра Леопольда было включено музыкальное отделение. В 1910 году получила имя композитора и музыкального педагога Луиджи Керубини.
При консерватории действует Музей музыкальных инструментов, библиотека хранит ряд редких рукописей, в том числе автографы Клаудио Монтеверди и Джоакино Россини. Концертный зал консерватории, неоднократно перестраивавшийся и в последний раз реконструированный в 1980-е годы, вмещает 250 слушателей.

## Директора консерватории
- Джованни Пачини (1849—1860)
- Луиджи Фердинандо Казамората (1862—1881)
- Гвидо Таккинарди (1881—1917)
- Ильдебрандо Пиццетти (1917—1923)
- Арнальдо Бонавентура (исполняющий обязанности, 1923—1925)
- Джакомо Сетаччоли (1925)
- Альберто Франкетти (1926—1928)
- Гвидо Гуэррини (1928—1947)
- Адриано Луальди (1947—1956)
- Антонио Веретти (1956—1970)
- Гвидо Турки (1970—1972)
- Амлето Манетти (1972—1974)
- Валентино Букки (1974—1976)
- Либерато Фирмино Сифония (1977—1987)
- Джузеппе Джильо (1987—1996)
- Джованни Чиккони (1996—2003)
- Марио Паццалья (2003—2006)
- Паоло Бьорди (2006—2012)
- Флора Гальярди (2012—2015)
- Паоло Дзампини (с 2015)